# Chiuaz Dospanowa
Chiuaz Kairowna Dospanowa (kaz. Хиуаз Каировна Доспанова, ur. 15 maja 1922 we wsi Ganiuszkino w obwodzie gurjewskim, obecnie obwód atyrauski w Kazachstanie, zm. 20 maja 2008 w Ałmaty) – kazachska lotniczka wojskowa, Narodowy Bohater Kazachstanu (2004).

## Życiorys
W 1940 ukończyła ze złotym medalem szkołę średnią w Uralsku i kurs w aeroklubie, uzyskując licencję pilota, po czym złożyła podanie do Wojskowej Akademii Powietrznej im. Żukowskiego, jednak bez powodzenia. Podjęła studia w Pierwszym Moskiewskim Instytucie Medycznym, po ataku Niemiec na ZSRR została nawigatorem-strzelcem w 588 pułku nocnego lotnictwa bombowego (przemianowanym potem na 46 gwardyjski pułk nocnego lotnictwa bombowego), brała udział w wojnie z Niemcami na Froncie Południowym, na Północnym Kaukazie, Zakaukaziu, Ukrainie i Białorusi. Do końca wojny wykonała 300 lotów bojowych. Została ciężko ranna i kontuzjowana, z wojny wróciła jako inwalida II grupy. Była jedyną Kazaszką-lotniczą wojskową ZSRR. 
Po wojnie uczyła się w Wyższej Szkole Partyjnej w Ałmaty, następnie została instruktorem rejonowego komitetu KPK w zachodnim Kazachstanie, później sekretarzem KC Komsomołu Kazachstanu, w 1951 wybrano ją deputowaną do Rady Najwyższej Kazachskiej SRR i sekretarzem Prezydium Rady Najwyższej Kazachskiej SRR. Później była sekretarzem Komitetu Miejskiego KPK w Ałmaty, w 1959 przeszła na wcześniejszą emeryturę z powodu złego stanu zdrowia będącego skutkiem frontowych ran i kontuzji. 
Jej imieniem nazwano port lotniczy Atyrau.

## Odznaczenia
- Narodowy Bohater Kazachstanu (2004)
- Order Ojczyzny
- Order Czerwonego Sztandaru
- Order Wojny Ojczyźnianej I i II klasy
- Order Czerwonej Gwiazdy
- Medal „Za obronę Kaukazu”
- Medal „Za wyzwolenie Warszawy”
- Medal „Za zwycięstwo nad Niemcami w Wielkiej Wojnie Ojczyźnianej 1941–1945”

I inne.